# Niccolò Billy
Niccolò Billy, anche noto come Nicolò Billy (fl. XVIII secolo), è stato un incisore italiano.

## Biografia
Originario della Francia, fu attivo principalmente a Roma intorno al 1734 insieme al fratello Antonio Billy. I due incisero diversi ritratti e soggetti storici. Niccoló incise alcune tavole per il Museum Florentinum, tra cui autoritratti di Federico Zuccari, Hans Holbein, Pier Leone Ghezzi e Giovanni Morandi. Incise anche Il cardinale Pompeo Aldrovandi (su un'opera di G. Berti), Gesù Bambino che dorme, Il cardinale Spinelli, San Filippo Neri inginocchiato davanti alla Vergine (da un'opera di Sebastiano Conca), La Sacra Famiglia (da un'opera di Annibale Carracci), San Michele Arcangelo (da un'opera di Pietro da Cortona) e La fuga in Egitto (da un'opera di Guido Reni).
Incise immagini di Luigi XIV su disegni di Ludovico Gimignani e Michelangelo Causeo su disegni di Carlo Maratta (1690). Incise Celebriores Vallumbrosanae Congregationis Sancti, Beati ac Venerabilis (1695) per Giovanni Aurelio Casari. Dal 1734 al 1747 i cardinali si basano sulla calcografia di Giovanni Giacomo de Rossi.